# Joseph Paul Jernigan
Joseph Paul Jernigan (31. ledna 1954 – 5. srpna 1993, Huntsville, Texas) byl texaský vrah, který byl popraven smrtící injekcí v 0.31 h. V roce 1981 byl Jernigan odsouzen k trestu smrti za ubodání a zastřelení Edwarda Haleho, 75letého starce, který jej přistihl u sebe doma při krádeži mikrovlnné trouby. Jernigan strávil 12 let ve vězení, než jeho finální žádost o zmírnění rozsudku byla zamítnuta. Údajně na výzvu vězeňského kaplana souhlasil, že daruje ostatky svého těla na vědecký výzkum nebo medicínské použití. Jeho zmrazená mrtvola byla rozřezána na vrstvy o tloušťce 1 mm, aby se mohla vyfotografovat a uložit v digitální formě jako lékařská studijní pomůcka. Pro tento účel byl od roku 1989 připravován projekt Visible Human Project.
Vznikl též HBO dokument Virtual Corpse (Virtuální mrtvola) pojednávající o této digitalizaci.

## Mládí
Jernigan měl pět sourozenců. V 16 letech odešel ze školy a dal se k armádě. Odtud ho ale záhy vyhodili, protože si zahrával s drogami. Vyučil se opravářem aut, nicméně „přivydělával“ si i drobnými vloupáními, kvůli nimž se dostal i před soud.

## Digitalizace
Na konci 80. let 20. století neexistoval jediný virtuální model člověka. V jednom z nejprestižnějších vědeckých ústavů v USA, v Národní lékařské knihovně Univerzity v Marylandu se tak formuje projekt Visible Human, který hledal vhodného člověka k oskenování. Pod patronát si ho vzal Michael Ackerman.
Museli jsme najít mrtvolu, která by zároveň vypadala normálně. To je ale obtížné – mrtvoly většinou nevypadají normálně, jinak by ještě byly naživu.
Michael Ackerman pro portál Alert.com
Visible Human měl zobrazit zdravého člověka, vhodný dárce proto musel splňovat tato kritéria:
- být nižší než šest stop (~1,8288 m);
- mít přiměřenou váhu;
- na těle nesměly být žádné znaky poškození, dokonce ani srostlá zlomenina.

Jeringanovo tělo také nebylo perfektní. Chyběl mu zub, neměl slepé střevo a v 15 letech mu bylo odebráno varle. Přesto ho lékaři označili jako nejlepšího z možných variant. V době smrti mu bylo 39 let, měřil 180 centimetrů a vážil 90 kilogramů.
Několik hodin poté, kdy mu byl injekcí vpraven jed do žíly, vyzvedl si jeho tělo Ackermanův tým. Vědci tělo nasnímali všemi dostupnými metodami: naskenovali, zrentgenovali, zobrazili pomocí tomografu. Na univerzitě v Coloradu pak tělo zmrazili a uložili do modré želatiny na 4 měsíce.
Zpracování jedné fotografie trvalo od čtyř až po deset minut. Celé tělo se skládalo z 1878 částí, a proto trvalo několik měsíců, než se je vědcům podařilo naskenovat celé. V říjnu 1994 mohli konečně všechny fotografie spojit a vytvořit tak unikátní model mužského těla.